# Джхангар
Джхангар — археологическая культура древней Индии.

## Местонахождение и периодизация
В настоящее время находится в провинции Синд в Пакистане у одноименного селения — Джхангар.
Датируется примерно — XII—XI вв. до н.э.

## Артефакты и их анализ
Культура впервые была открыта в 20-х гг. XX века.
Культура определяеется как послехараппская (см. Хараппская цивилизация).
Наиболее характерные артефакты были найдены в Чанху-Даро, где слой культуры Джхангар залегал над слоем с послехараппской культурой Джхукар.
Носители культуры Джхангар захватили Чанху-Даро после того, как он был покинут «джхукарцами».
Явно присутствует сходство культуры с культурами Северного Белуджистана и Ирана, что указывает на проникновения племён из названных областей в долину Инда.
Российские ученые полагают, что «… Именно с племенами Белуджистана, но не с ариями следует, очевидно, связывать и
послехараппские культуры Джхукар и Джхангар».